# Natasha Leggero
Natasha Leggero (26 de marzo de 1974) es una actriz, comediante y escritora estadounidense que saltó a la fama después de aparecer como presentadora de MTV's The 70s House en 2005, y por su mandato como panelista de mesa redonda regular en el programa nocturno Chelsea Lately.
Su comedia, caracterizada como observacional, ha sido notada por los críticos por su uso de la sátira como comentario sobre temas como la cultura de las celebridades y la clase social.
Sus apariciones en televisión incluyen actuaciones en The Tonight Show, Last Call with Carson Daly, The Late Late Show y ha aparecido en varios programas de stand up de Comedy Central así como en su programa animado Ugly Americans, en el que hizo de Callie Maggotbone.
También apareció en la temporada 5 de The League , interpretando el papel de la maestra de comedia de Andre (Paul Scheer).
En 2015, co-creó la comedia de situación Another Period para Comedy Central, en la que actuó junto al cocreador Riki Lindhome.

## Biografía
Leggero nació el 26 de marzo de 1974 en Rockford, Illinois y es de ascendencia italiana y sueca.
Ella ha declarado que una prueba de ADN reveló un 6% de ascendencia africana subsahariana. Leggero fue educada como católica, pero se convirtió al judaísmo cuando fue adulta.
Al comentar sobre su infancia, declaró: "Diría que éramos de clase media baja, pero siento que mi madre comenzaría a llorar si escuchara eso. Pero mi padre era un concesionario de autos usados y mi madre trabajaba en un cerrajero como tenedor de libros, y luego se divorciaron, y recuerdo, como, monjas que nos traían comida, como grandes productos enlatados. Y luego, ya sabes, realmente no nos fuimos de vacaciones, nunca ... tantos trabajos mientras crecía: cortaba el césped; trabajaba en una tienda de comestibles; tenía dos rutas de periódicos; trabajaba en un lugar de restauración ... Definitivamente me apresuré".
Ella comenzó a actuar a los 10 años, en obras de teatro en Chicago. Leggero asistió a Rockford East High School, y trabajó en una tienda de comestibles cuando era adolescente.
Después de graduarse de la escuela secundaria, Leggero asistió a la Universidad de Illinois, donde estudió durante dos años y pasó un semestre estudiando en el extranjero en Inglaterra. Mientras estaba en el estado de Illinois, Leggero hizo una audición para el Stella Adler (Conservatorio de actuación en Chicago), y fue aceptada en el programa de teatro.
Luego se mudó a la ciudad de Nueva York para asistir al conservatorio y pasó dos años estudiando. En 1996, se mudó a Sydney, Australia con su entonces novio, y vivió allí durante un año antes de regresar a Nueva York para asistir a Hunter College, donde se graduó en 2000 con un B.A. en crítica teatral. Se mudó a Los Ángeles poco antes de los ataques del 11 de septiembre.

## Carrera
Leggero grabó piloto no emitido llamado The Strip para NBC, con Tom Lennon y Ben Garant de Reno 911!. Junto a Andy Kindler y Greg Giraldo, fue jueza en la temporada 2010 de Last Comic Standing de NBC, presentada por
Craig Robinson.
Leggero interpretó a Emma en la comedia de NBC Free Agents en 2011. De 2010 a enero de 2012, Leggero co-organizó el podcast The Lavender Hour con el comediante Duncan Trussell.
De 2010 a 2012, puso su voz para el papel de "Callie Maggotbone" en la serie animada Ugly Americans.
En 2012, también apareció en seis episodios de Are You There, Chelsea? de NBC. como Nikki, quien era la exnovia de Rick (el gerente del bar). Leggero apareció en cada episodio de la primera temporada, comenzando con el segundo episodio, "Sloane's Ex".
También interpretó a una obsesionada con el sexo llamada Harley, en la web serie Burning Love, una parodia de las series de televisión The Bachelor y The Bachelorette. En 2013, Leggero apareció en un episodio de la serie de televisión Drunk History en Comedy Central.
El 2 de septiembre de 2013, Leggero participó en el Comedy Central Roast de James Franco como uno de los Roasters; Al día siguiente, Brickleberry se estrenó en su segunda temporada. Leggero expresó al guardabosques tetona Ethel en lugar de Kaitlin Olson, quien solo estuvo en la primera temporada.
Tubbin' with Tash debutó el 2 de octubre de 2013 en el canal de YouTube de Leggero. La premisa del programa es que Leggero entrevista a los invitados mientras está en una bañera de hidromasaje. En agosto de 2015, debutó su especial de comedia de Comedy Central, Live at Bimbo's (originalmente titulado Diamond Pussy), que filmó en San Francisco.
En 2015, Leggero y Riki Lindhome crearon la serie de Another Period (Comedy Central) , que también protagonizaron juntos; la serie se estrenó el 23 de junio de 2015 y se renovó por una segunda temporada, que se estrenó el 15 de junio de 2016. El 23 de mayo de 2016, se renovó por una tercera temporada, que se emitió en 2018. En 2016 y 2017, Leggero y su esposo Moshe Kasher se embarcaron en The Honeymoon Tour, en el que realizaron espectáculos de pie y brindaron consejos humorísticos sobre relaciones en todo Estados Unidos.

### Incidente de Nochevieja
El 31 de diciembre de 2013, Leggero fue criticada por una broma que hizo durante New Year's Eve with Carson Daly de NBC, cuando, en respuesta a un controvertido tuit publicado por SpaghettiOs en el aniversario del Pearl Harbor attack, bromeó: "Es una mierda que los únicos sobrevivientes de Pearl Harbor se burlen de la única comida que aún pueden masticar". Sus comentarios se encontraron con una reacción violenta en las redes sociales; En respuesta, Leggero publicó en una entrada de blog que no sentía que "el asombroso coraje de los veteranos estadounidenses y específicamente de aquellos que sobrevivieron a Pearl Harbor sea disminuido de alguna manera por un comediante que hace una broma sobre las dentaduras en la televisión. realmente creemos que las personas que lucharon y defendieron nuestra libertad contra los nazis y los poderes del Eje encontrarán una broma sobre Spaghetti O's demasiado para soportar? Lo siento, tengo más respeto por los veteranos que pensar su honor puede ser impugnado por un comediante encantador y encantador con un sombrero de piel ". También pidió a los ofendidos por los comentarios que donen a Disabled American Veterans (Veteranos estadounidenses discapacitados).

## Estilo De Comedia
La comedia de Leggero se ha caracterizado como observacional, con comentarios frecuentes sobre la cultura y clase de celebridades. Su enfoque para ponerse de pie se ha destacado por su uso intensivo de la personalidad, que depende en gran medida de los disfraces y "un aire de simulación de refinamiento y elitismo". El periodista John Wenzel escribió que el uso de la personalidad de Leggero "le permite acusarlo los aspectos más hinchados y superficiales de nuestra cultura". Maggie Lange de GQ señaló:

Todos los artistas tienen un personaje hasta cierto punto, pero Leggero es uno de los pocos con un disfraz. Es como un lobo con piel de cordero, pero como una comediante experimentada con ropa de alta sociedad. Ella siempre ha sido así. ¿Quién es el ser más formalmente vestido en cada "asado"? Natasha Leggero. ¿Quién es quizás la única persona que ha usado guantes blancos largos en Laugh Factory? Natasha Leggero. Siempre es como si fuera a otra fiesta. Mientras otros comediantes intentan burlarse mutuamente, ella está sentada con una postura impecable, goteando diamantes, goteando desdén.

## Vida personal
Entre 2011 y 2012, Leggero salió con el comediante Duncan Trussell, con quien fue copresentadora del podcast, The Lavender Hour.
En 2015, se casó con el comediante Moshe Kasher. Durante una entrevista del 3 de octubre de 2017 con Stephen Colbert, Leggero anunció que ella y Kasher estaban esperando su primer hijo. El 24 de febrero de 2018, Leggero anunció el nacimiento de su hija a través de Instagram.

## Filmografía

### Película
| Año  | Título                      | Función             | Notas                                                      |
| ---- | --------------------------- | ------------------- | ---------------------------------------------------------- |
| 2007 | El Exorcist Crónicas        | Leah                |                                                            |
| 2009 | He's Just Not That Into You | Amber Gnech         |                                                            |
| 2013 | Tome of the Unknown         | Beatrice            | Cortometraje; piloto para la miniserie Más allá del jardín |
| 2013 | Dealin' Con Idiotas         | Tipsy Jessica       |                                                            |
| 2014 | Neighbors                   | Prostituta de calle |                                                            |
| 2014 | Let's Be Cops               | Annie               |                                                            |
| 2015 | El Breakup Chica            | Kim                 |                                                            |
| 2015 | Un Mejor Te                 | Tamara              |                                                            |
| 2016 | The Do-Over                 | Nikki               |                                                            |
| 2023 | Papás a la antigua          | Kelly               |                                                            |

### Series
| Año            | Título                                             | Función                                         | Notas                                                                            |
| -------------- | -------------------------------------------------- | ----------------------------------------------- | -------------------------------------------------------------------------------- |
| 2004           | El Joe Schmo Espectáculo                           | Rita "El Bebido"                                | 2 episodios                                                                      |
| 2005           | MTV Es El 70s Casa                                 | Alborea                                         | Anfitrión; 10 episodios                                                          |
| 2005@–2008     | Reno 911!                                          | Varios                                          | 3 episodios                                                                      |
| 2005           | La comedia Central Asar de Pamela Anderson         | Ella (entrevistador de alfombra roja)           | Uncredited; Televisivo especial                                                  |
| 2005           | Prima Blend                                        | Ella                                            | Episodio: "Johnny Lampert, Roy Madera Jr., Natasha Leggero y Stephen Rannazzisi" |
| 2006           | It's Always Sunny in Philadelphia                  | Stripper #1                                     | Episodio: "Charlie Consigue Estropeado"                                          |
| 2007           | Hasta que la muerte nos separe                     | Mindy                                           | Episodio: "Ansiedad de Rendimiento"                                              |
| 2007           | Ojo rojo w/Greg Gutfeld                            | Ella                                            | Huésped panelist; episodio diciembre datado 8, 2007                              |
| 2008@–2014     | Chelsea Lately                                     | Ella                                            | Huésped panelist; varios episodios                                               |
| 2008           | Samantha ¿qué?                                     | Cliente hembra                                  | Episodio: "El Espectáculo de Galería"                                            |
| 2008           | SuperNews!                                         | Hillary Clinton (voz)                           | Episodio: "Super Corto"                                                          |
| 2008           | SuperNews!                                         | Sarah Palin (voz)                               | Episodio: "Superior Gov"                                                         |
| 2008           | The Sarah Silverman Program                        | Dr. Leggero                                     | Episodio: "Jura Uau"                                                             |
| 2008           | Semana peor                                        | Liz                                             | Episodio: "El Regalo"                                                            |
| 2009           | Aqua Teen Hunger Force                             | Técnico de ordenador (voz)                      | Episodio: "Fríe Piernas"                                                         |
| 2009@–2010     | La Pistola de Fumar Presentes: Mundial más Mudo... | Ella                                            | Comentarista; 28 episodios                                                       |
| 2010           | 'Til Muerte                                        | Sandy                                           | Episodio: "Snore Perdedor"                                                       |
| 2010@–2012     | Ugly Americans                                     | Callie Maggotbone (voz)                         | Reparto principal; 31 episodios                                                  |
| 2010           | Último Cómic que Está                              | Ella                                            | Juez (estación 7); 10 episodios                                                  |
| 2010@–2011     | Nick Swardson es Pretende Tiempo                   | Varios                                          | 5 episodios                                                                      |
| 2011           | Comedia Presentes Centrales                        | Ella                                            | Episodio: "Natasha Leggero"                                                      |
| 2011           | Después de que Últimamente                         | Ella                                            | 2 episodios                                                                      |
| 2011           | Agentes libres                                     | Emma Parker                                     | Reparto principal; 8 episodios                                                   |
| 2012           | El Tiempo & de Vida de Tim                         | Rodney hembra (voz)                             | 2 episodios                                                                      |
| 2012           | Are You There, Chelsea?                            | Nikki Natoli                                    | 6 episodios                                                                      |
| 2012           | Las desventuras de Tim                             | Rodney hembra (voz)                             | 2 episodios                                                                      |
| 2012           | China, IL                                          | Jen (Voz)                                       | Episodio: "Frankensteve"                                                         |
| 2012           | Regular Show                                       | LaDonna / Chica en Línea (voz)                  | Episodio: "el acceso Negó"                                                       |
| 2012@–2013     | The Burn with Jeff Ross                            | Ella                                            | 2 episodios                                                                      |
| 2012           | NTSF:SD:SUV::                                      | Mona Lisa                                       | Episodio: "Ángeles de Tiempo"                                                    |
| 2013@–2015     | Brickleberry                                       | Ethel (Voz)                                     | Reparto principal (estación 2@–estación 3)                                       |
| 2013           | Whitney                                            | Danielle                                        | Episodio: "Perdido en Transición"                                                |
| 2013           | El Jeselnik Ofensiva                               | Panelist                                        | 1 episodio                                                                       |
| 2013           | Community                                          | Mysti                                           | Episodio: "Orígenes Heroicos"                                                    |
| 2013           | Fantasma Ghirls                                    | Sissy                                           | Episodio: "Hooker Con Un Corazón de Ghoul"                                       |
| 2013           | Arrested Development                               | Jackie                                          | Episodio: "Borderline Personalidades"                                            |
| 2013           | Historia bebida                                    | Ella                                            | Narrador; episodio: "San Francisco"                                              |
| 2013           | EE.UU. de instituto!                               | Rachel Lewis (voz)                              | Episodio: "Adopción"                                                             |
| 2013           | La comedia Central Asar de James Franco            | Ella (roaster)                                  | Televisivo especial                                                              |
| 2013           | The League                                         | Posición-arriba profesor                        | Episodio: "El Bringer Espectáculo"                                               |
| 2013@–2017     | @Medianoche                                        | Ella                                            | 7 episodios                                                                      |
| 2013           | Estrépito de comedia! Estrépito!                   | Judy Elevenuda                                  | Episodio: "Andy Dick Lleva una Chaqueta de Traje Negra & Lazo Flaco"             |
| 2013@–2014     | Betas                                              | Brenda                                          | 3 episodios                                                                      |
| 2013@–2014     | Lucas Bros. Emotivo Co.                            | Natasha (voz)                                   | 3 episodios                                                                      |
| 2013           | Clave &amp; Peele                                  | Mujer blanca #2                                 | Episodio: "El Poder de Alas"                                                     |
| 2013           | The Birthday Boys                                  | Superintendent                                  | Episodio: "Yendo Completamente"                                                  |
| 2014           | Suburgatory                                        | Nora                                            | 4 episodios                                                                      |
| 2014           | Interior Amy Schumer                               | Mia                                             | Episodio: "Slut-Shaming"                                                         |
| 2014           | Clarence                                           | Naturaleza Kate / Heida (voz)                   | Episodio: "Naturaleza Clarence"                                                  |
| 2014           | Garfunkel & Oates                                  | Vivian                                          | 3 episodios: "El Fadeaway", "Huevos" y "Madurez".                                |
| 2015           | Me caso                                            | Laguna Matata                                   | Episodio: "Me Estropeo"                                                          |
| 2015           | Mulaney                                            | Rodeo                                           | Episodio: "la vida es una Serie de Apartamentos Diferentes"                      |
| 2015@–2018     | Otro Periodo                                       | Lillian Bellacourt                              | 32 episodios; también creador, productor ejecutivo, escritor                     |
| 2015           | Modern Family                                      | Dana                                            | Episodio: "Lucha o Vuelo"                                                        |
| 2015           | La Comedia Central Asar de Justin Bieber           | Ella                                            | Una noche televisiva especial                                                    |
| 2015           | Historia bebida                                    | Elizabeth Bisland                               | Episodio: "Periodismo"                                                           |
| 2016           | Superstore                                         | Shoplifter                                      | Episodio: "Shoplifter"                                                           |
| 2016@–2017     | Dados                                              | Carmen                                          | 13 episodios                                                                     |
| 2016@–2017     | American Dad!                                      | Camarera de Hollywood del planeta / Karen (voz) | 2 episodios                                                                      |
| 2016           | BoJack Horseman                                    | Heather (voz)                                   | Episodio: "el inicio que Extiende el Noticioso"                                  |
| 2017@–presente | Gracioso Te Tendría que Preguntar                  | semi-Regular panelist                           |                                                                                  |
| 2017           | Justice League Action                              | Hiedra Venenosa (voz)                           | Episodio: "Jardín de Mal"                                                        |
| 2018           | Teachers                                           | Honor                                           | Episodio: "Leggo Mi Preggo"                                                      |
| 2018           | Comedia Knockout                                   | Ella                                            | 2 episodios                                                                      |
| 2020           | Broke                                              | Elizabeth                                       |                                                                                  |

### Web
| Año        | Título                      | Función                          | Notas                       |
| ---------- | --------------------------- | -------------------------------- | --------------------------- |
| 2006       | Tipos de fuego              | Negro Ladder dirigente de Equipo | Episodio 3                  |
| 2012@–2013 | Amor en llamas              | Haley                            | 14 episodios                |
| 2012       | Escapada Mi Vida            | Skylar Browning                  | 8 episodios                 |
| 2013       | Tubbin' Con Tash            | Ella                             | Creador de serie y estrella |
| 2015       | The Joe Rogan Experience    | Ella                             | Episodio de podcast 653     |
| 2015       | El Adam Carolla Espectáculo | Ella                             | Mayo de podcast 31          |
| 2015       | Limbo                       | Lucy / Lucifer                   | Cortometraje independiente  |
| 2016       | WTF Con Marc Maron          | Ella                             | Episodio 707                |

## Discografía
- Coke Money (2011)
- Live at Bimbo's (2015)
- The Honeymoon Stand Up Special
Netflix (2018)